# Campylocentrum linearifolium
Campylocentrum linearifolium är en orkidéart som beskrevs av Rudolf Schlechter och Rudolf Mansfeld. Campylocentrum linearifolium ingår i släktet Campylocentrum och familjen orkidéer. Inga underarter finns listade i Catalogue of Life.

## Bildgalleri

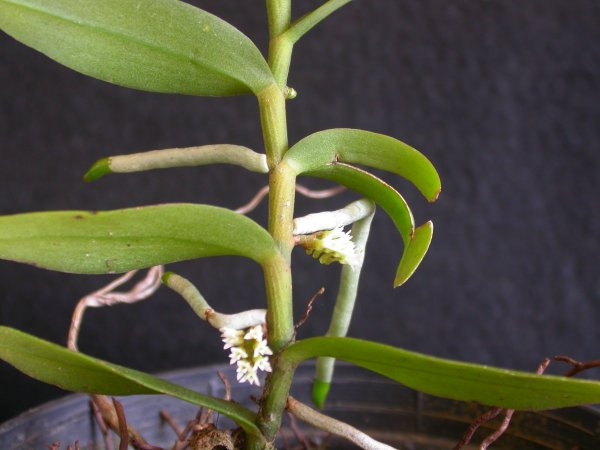
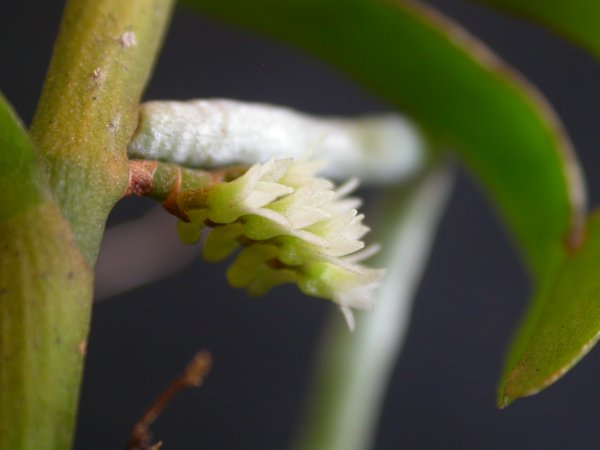
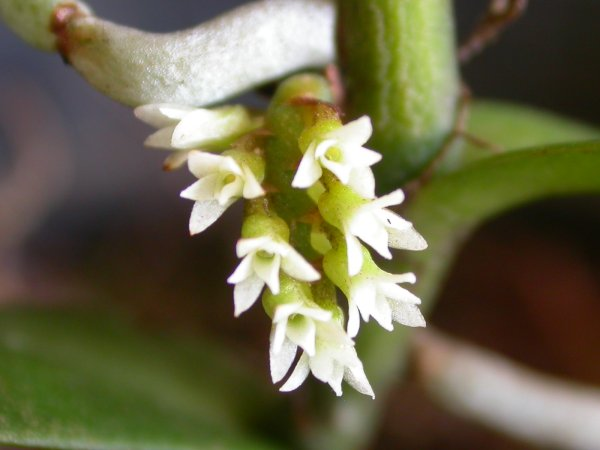
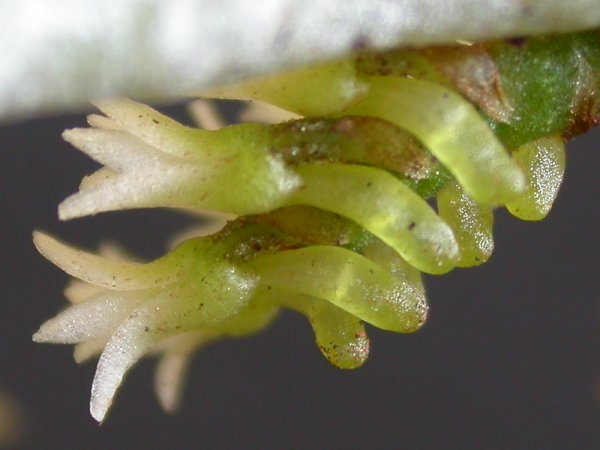
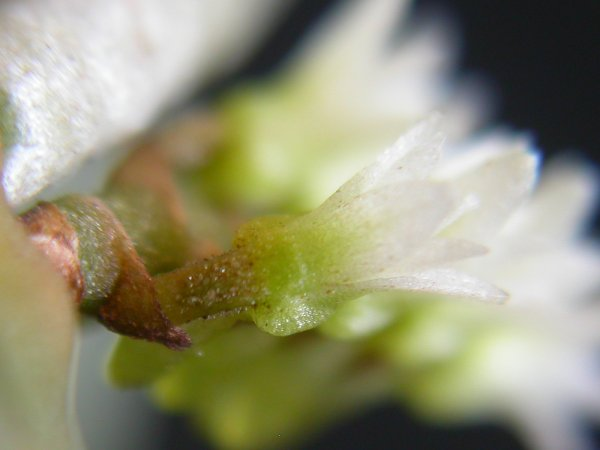